# Fajsal bin Abd al-Azíz
Fajsal bin Abd al-Azíz (14. dubna 1906 – 25. března 1975) byl třetím králem Saúdské Arábie. Vládl zemi v letech 1964 až 1975. Zemřel na následky atentátu.
Kolem roku 1958, za vlády krále Saúda, vyvrcholila v zemi finanční a politická krize. Uvnitř královské rodiny tak vznikly dvě opoziční skupiny proti Saúdovi, jedna chtěla nastolit konstituční monarchii, druhá zdůrazňovala nutnost ekonomických reforem. V jejím čele stál princ Fajsal. Na nátlak svých bratrů předal v roce 1958 král Saúd Fajsalovi široké pravomoci a 2. listopadu 1964 Fajsal usedl na trůn.
Během své vlády skutečně provedl několik ekonomických reforem, stát se významně modernizoval, investovány byly velké částky do infrastruktury, zdravotnictví a školství. Modernizace byla umožněna prudkým růstem příjmů z ropy. Ekonomický život se významně přiblížil kapitalismu, přesto Fajsal roku 1970 též zavedl plánování na pětiletky typické pro socialistické státy. Roku 1962 oficiálně zrušil otroctví.
Politický systém se za Fajsala nezměnil, moc krále zůstala takřka absolutní, volání po ústavě Fajsal odmítl známým výrokem „naší ústavou je Korán“. Ideologický důraz byl kladen na panislamismus (jímž chtěl vytlačit z regionu socialismus a arabský nacionalismus), antikomunismus a podporu Palestinským Arabům. Fajsal odmítl navázat jakékoli vztahy se Sovětským svazem a státy východního bloku, jeho základním názorem bylo, že komunismus a islám jsou neslučitelné ideologie. Často zdůrazňoval rovněž podobnost komunismu a sionismu. Za své nepřátele považoval panarabské politiky v regionu, zejména egyptského prezidenta Gamála Násira a libyjského vůdce Muammara Kaddáfího. Sblížil se naopak s Násirovým nástupcem Anvarem Sadatem, na jehož odklon od Sovětského svazu měl zřejmě vliv. V roce 1973 patřil k hlavním strůjcům celosvětové ropné krize, kterou vyvolal na protest proti západní podpoře Izraeli v Jomkipurské válce. Začal poté také masivně financovat palestinské organizace, což velmi zvýšilo jeho prestiž v arabském světě. Velmi rozšířil svůj vliv též v Pákistánu, kde po něm pojmenovali několik měst a mešit.
Uvnitř státu vůči němu rostla opozice mezi islámskými duchovními a v armádě. Roku 1969 Fajsal nechal pozatýkat stovky důstojníků, když za jeho vlády pečlivě budovaná tajná služba údajně odhalila přípravy na vojenský státní převrat. Král Fajsal byl 25. března 1975 zavražděn svým synovcem Fajsalem ibn Musájdem. Šlo pravděpodobně o pomstu za smrt ibn Musájdova otce, který byl zastřelen na demonstraci proti zavedení televize v Saúdské Arábii. Fajsal ibn Musájd byl odsouzen k smrti a veřejně popraven. Na trůn pak nastoupil král Chálid.

## Vyznamenání
- velkokříž Řádu za občanské zásluhy – Španělsko, 1. dubna 1952[2]
- velkokříž s řetězem Řádu za občanské zásluhy – Španělsko, 15. června 1966[3]
- Královský Viktroiin řetěz – Spojené království, 1967
- velkokříž s řetězem Řádu zásluh o Italskou republiku – Itálie, 8. června 1973[4]
- velkodůstojník Řádu jordánské hvězdy – Jordánsko